# Valea Repedea
Valea Repedea este o arie protejată de interes național ce corespunde categoriei a IV-a IUCN (rezervație naturală de tip mixt), situată în nord-estul Transilvaniei, pe teritoriul județului Bistrița-Năsăud.

## Localizare
Aria naturală în extremitatea estică a județului Bistrița-Năsăud, în Munții Călimani (în zona de izvorâre a Văii Repedea, afluent de stânga al Bistriței Ardelene), pe teritoriul administrativ al comunei Bistrița Bârgăului.

## Descriere
Rezervația naturală a fost declarată arie protejată prin Legea Nr.5 din 6 martie 2000 (privind aprobarea Planului de amenajare a teritoriului național - Secțiunea a III-a - zone protejate, publicată în Monitorul Oficial al României, Nr.152 din 12 aprilie 2000) și se întinde pe o suprafață de 22 de hectare. Aceasta este inclusă în situl de importanță comunitară Cușma.
Valea Repedea reprezintă zona montană dintre „Vârful Calu” (1.540 m.) și „Piatra lui Orban” (1.435 m.), areal cu un relief (din punct de vedere geomorfologic extrem de variat) alcătuit din văii, doline, abrupturi stâncoase; poiene, păduri, pășuni și pajiști; ce adăpostește o gamă diversă de floră specifică  Orientalilor și faună constituită din specii  protejate la nivel european prin Directiva CE 92/43/CE din 21 mai 1992 sau aflate pe lista roșie a IUCN; printre care: urs brun (Ursus arctos), cerb (Cervus elaphus), căprioară (Capreolus capreolus), mistreț (Sus scrofa), hermină (Mustela erminea), hârciog european (Cricetus cricetus), șoarecele scurmător (Myodes glareolus), șoarecele de câmp (Microtus arvalis), liliacul urecheat (Plecotus auritus), liliacul cu urechi mari (Myotis bechsteinii), liliacul lui Brandt (Myotis brandtii), broasca verde (Rana esculenta), broasca râioasă brună (Bufo bufo) sau broasca-roșie-de-pădure (Rana dalmatina), tritonul de munte (Triturus alpestris), .